# Maria Zakrzewska-Raniecka
Maria Zakrzewska-Raniecka (ur. 4 marca 1881 w Białyszewie k. Sierpca, zm. 30 kwietnia 1971 w Ciechanowie) – polska działaczka społeczna i oświatowa, bibliotekarka, założycielka biblioteki publicznej w Ciechanowie.

## Życiorys
Pochodziła z zamożnej rodziny ziemiańskiej. Jej ojciec Szczepan Dołęga-Zakrzewski, właściciel dóbr białyszewskich, wziął udział w powstaniu styczniowym. Matka, Józefa ze Smoleńskich, prowadziła działalność społeczną w powiecie sierpeckim a później w Ciechanowie. Rodzony starszy brat – Jan Dołęga-Zakrzewski – był znanym na Mazowszu działaczem społeczno-politycznym.
Po ukończeniu 4-klasowej pensji Maria Zakrzewska pracowała w ciechanowskim Banku Towarzystwa Kredytowego Ziemskiego. Należała do czołowych postaci lokalnego tajnego nauczania. W 1903 roku wzięła udział w powołaniu koła „Victoria”, któremu przewodniczyła do 1906 roku. W 1906 roku uzyskała zezwolenie władz na otwarcie biblioteki. Placówka, pod nazwą „Czytelnia Marii Zakrzewskiej”, miała charakter wypożyczalni książek oraz czytelni czasopism. Mieściła się przy ówczesnej ulicy Kościelnej (po II wojnie światowej — ulica ks. Piotra Ściegiennego). Zakrzewska była również współzałożycielką oddziału Towarzystwa Kultury Polskiej w Ciechanowie, któremu w 1907 roku przekazała księgozbiór. Bibliotekę, przemianowaną wówczas na Książnicę, przeniesiono do Domu Ludowego Towarzystwa Kultury Polskiej przy ulicy Warszawskiej. Nabrała ona niebawem charakteru biblioteki publicznej (liczba czytelników w 1908 przekroczyła 7 tysięcy), a Maria Zakrzewska, pozostając nadal jej kierowniczką, dbała m.in. o bezpłatne pozyskiwanie czasopism z redakcji (w 1909 oferta prasy Książnicy liczyła 39 tytułów).
Zakrzewska kierowała biblioteką do 1914 roku. Lata I wojny światowej — wspólnie z mężem Wacławem Ranieckim — spędziła w Rosji. Bibliotekę prowadziło nadal Towarzystwo Czytelni Powiatu Ciechanowskiego „Książnica” (powstałe w 1917), czyniąc z placówki w latach międzywojennych centralę bibliotek publicznych na powiat ciechanowski. Książnica przetrwała do wybuchu II wojny światowej, w czasie której została zniszczona przez Niemców w 70%. Maria Zakrzewska, która do Ciechanowa powróciła w 1918 roku, nadal udzielała się społecznie. Przewodniczyła powiatowemu oddziałowi Związku Pracy Obywatelskiej Kobiet. Była sekretarzem Towarzystwa Miłośników Lutni i Sceny. W 1934 roku została radną miasta Ciechanowa. Zajmowała się pracą charytatywną, biedotą miejską i sierotami. Przyczyniła się do powstania Kolonii Letnich dla Dzieci w Lesie Ościsłowskim i sierocińca przy ul. Sienkiewicza. W okresie II wojny światowej została poddana represjom hitlerowskim. Od 1941 roku, wraz z rodziną, była więziona w niemieckim obozie koncentracyjnym Soldau (KL). Po wojnie powróciła do Ciechanowa, gdzie spędziła resztę życia. Zmarła 30 kwietnia 1971 roku w wieku 90 lat. Jej imieniem nazwano jedną z ulic Ciechanowa.

## Odznaczenia
- Złoty Krzyż Zasługi,
- Srebrny Wawrzyn Akademicki (5 listopada 1935)[1].